# William Harding Jackson
William Harding Jackson, född 25 mars 1901, död 28 september 1971, var en amerikansk statstjänsteman, advokat och bankman. Jackson tjänstgjorde som USA:s nationella säkerhetsrådgivare mellan 1956 och 1957 under Dwight D. Eisenhower, och som CIA:s biträdande direktör.